# 아키모토 오키토모

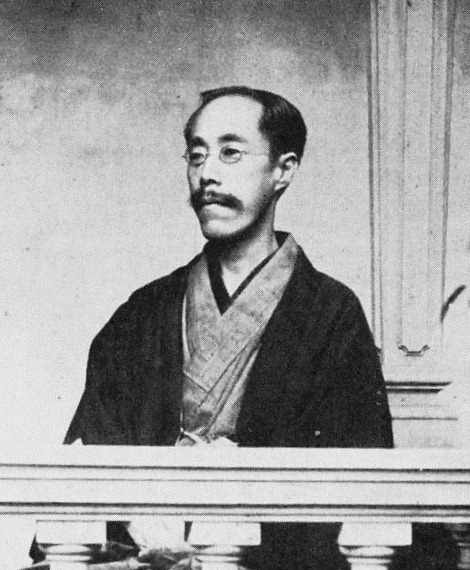
아키모토 오키토모

아키모토 오키토모(秋元興朝)는 일본 제국의 화족, 외교관이다. 작위는 자작. 관위는 정3위. 친부는 다카토쿠 번주 도다 다다유키이며 양부는 옛 다테바야시번주 아키모토 히로토모이다.